# San Cristóbal (Cudillero)
San Cristóbal (en asturiano: El Picu San Cristóbal) es una localidad española del concejo de Cudillero, en la comunidad autónoma del Principado de Asturias.

## Historia
Hacia mediados del siglo XIX, el lugar, perteneciente ya por entonces a la parroquia de San Andrés de Faedo y al municipio de Cudillero, tenía contabilizada una población de 162 habitantes. La localidad aparece descrita en el séptimo volumen del Diccionario geográfico-estadístico-histórico de España y sus posesiones de Ultramar de Pascual Madoz de la siguiente manera:

CRISTÓBAL (San): l. en la prov. de Oviedo, ayunt. de Cudillero y felig. de San Andrés de Faedo. sit. al SO. en la falda de la sierra que desde Villafria se estiende hasta Sta. Ana de Montares, la cual forma encañada con las lomas de Masfera, Godina, Faedo y Pascual, y á la parte de abajo del camino que desde Pravia dirije á las Luiñas, Cudillero y otros pueblos de la costa. El terreno aunque pendiente es fértil y de buena calidad. prod.: escanda, maiz, babas, patatas y otros frutos. pobl.: 38 vec., 162 alm. (V.).
(Madoz, 1847, p. 172)

En 2023, el lugar contaba con una población de 39 habitantes empadronados.